# Дож

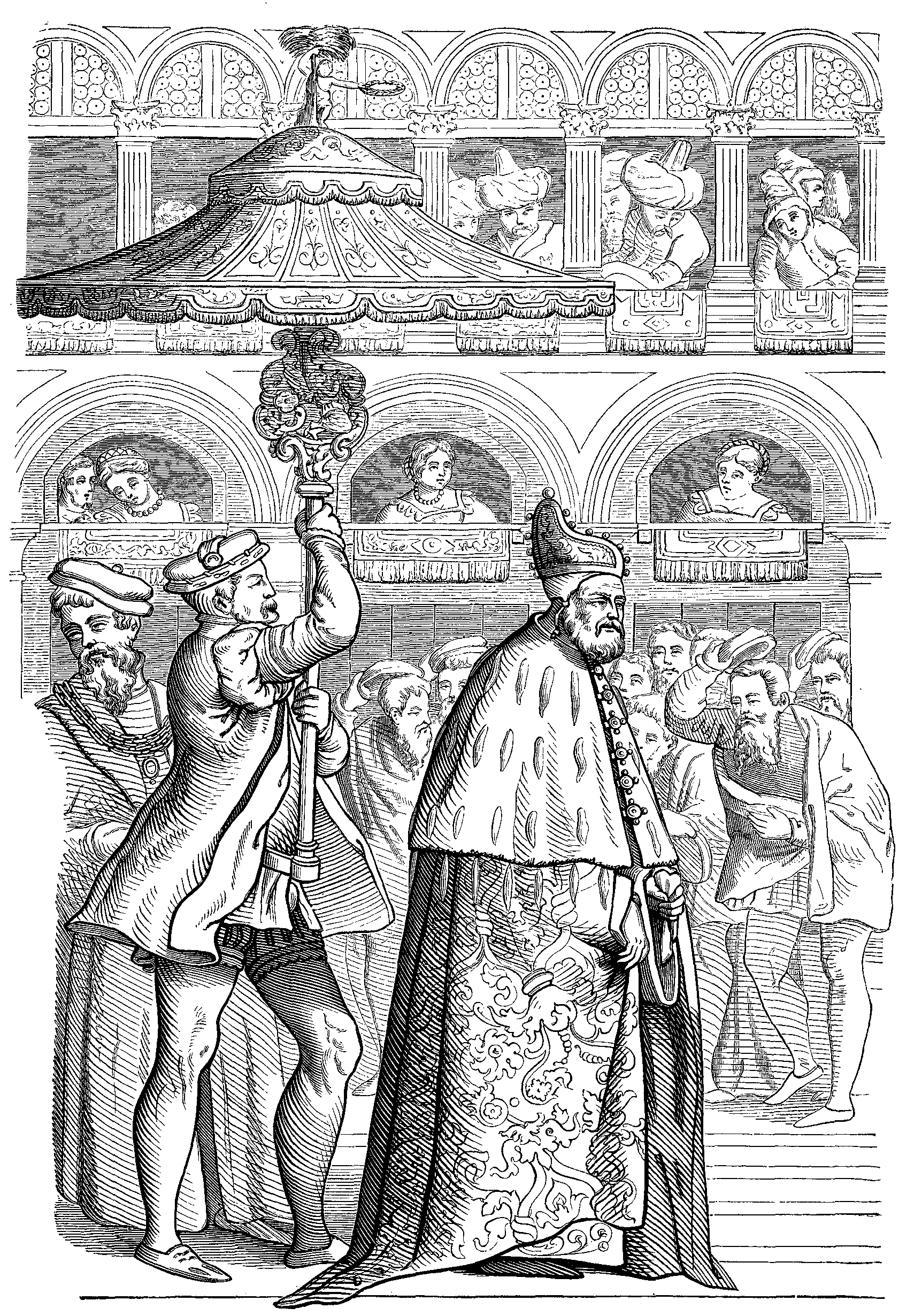
Шествие венецианского дожа

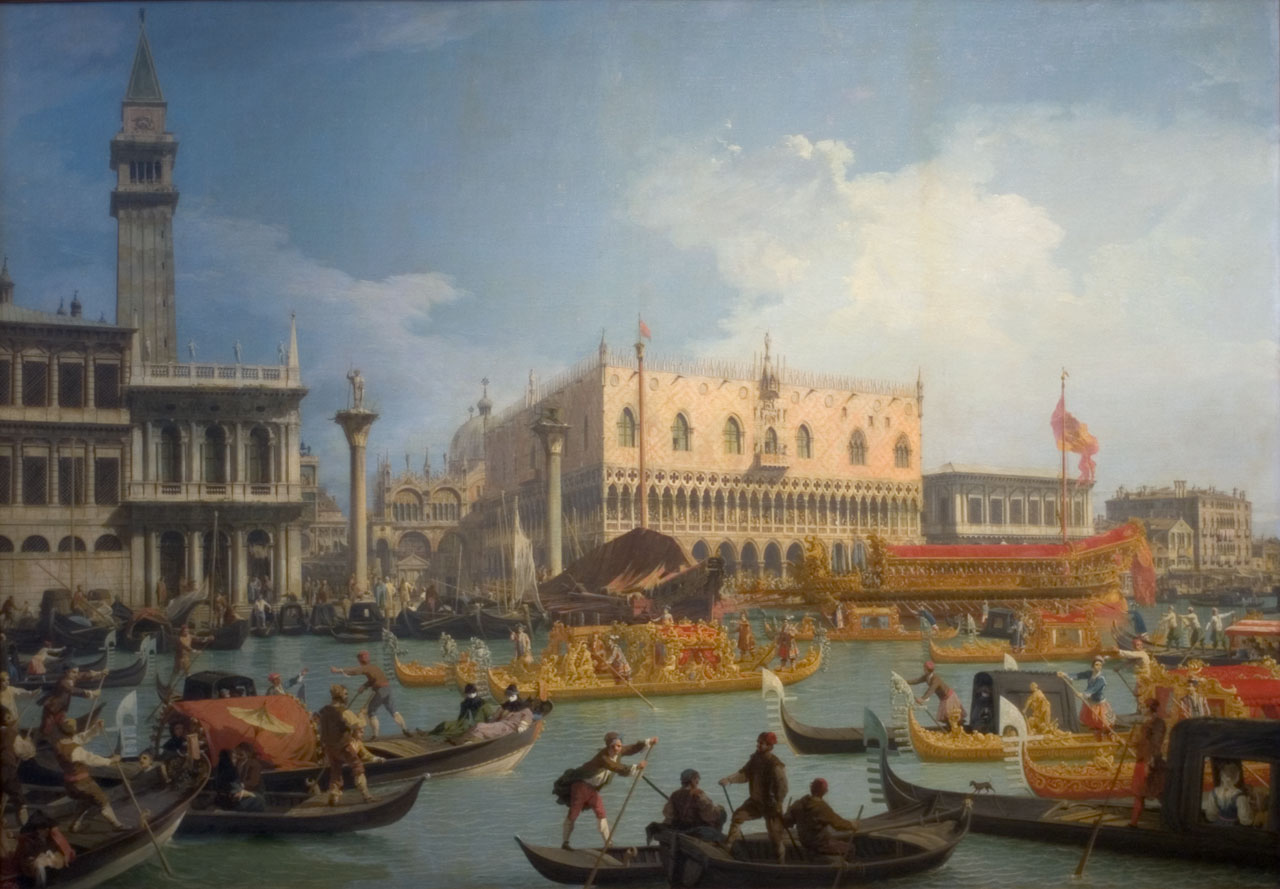
Праздник обручения венецианского дожа с Адриатическим морем. Картина Каналетто

Дож (итал. doge, от лат. dux — «вождь, предводитель»; того же корня слова «дукс», «дюк», «дукат», «дука», «дуче») — титул главы государства в итальянских морских республиках — Венецианской, Генуэзской и Амальфийской. Догат — время правления дожа.

## Венецианский дож
Титул дожа существовал в Венецианской республике на протяжении более чем десяти веков, с VII по XVIII века. Возник в 697 году, в то время Венеция формально подчинялась Византии. Первым дожем стал Пауло Лучио Анафесто. Предположительно первые дожи выполняли функции наместников Византийской империи.
Дожи избирались из самых богатых и влиятельных семей Венеции, как правило, пожизненно, и до 1032 года имели практически неограниченную власть в государственных, военных и церковных делах.
Доходы дожа на его посту были небольшими, а обязанности со временем становились всё более церемониальными. Одна из них состояла в осуществлении церемонии обручения республики с морем.

## Генуэзский дож
Титул дожа носил также глава Генуэзской республики. Форма правления была позаимствована у Венеции в 1339 году. Введение было вызвано целью навести порядок среди множества политических сил, существовавших на тот момент в республике. С 1384 до 1515 года наиболее достойные и популярные граждане занимали пост дожа, за исключением периодов иностранных оккупаций. В 1528 институт дожа был восстановлен аристократами, но ограничен сроком правления два года. Титул перестал существовать, как и в Венеции, под давлением французских завоевателей.

## Другие дожи
К числу более мелких республик, во главе которых стояли выборные дожи, относятся Амальфи (на ранних этапах своей истории) и Сенарика — деревня к западу от Терамо на Адриатическом побережье Центральной Италии. В Сенарике титул существовал с 1343 года до момента присоединения республики к Неаполитанскому королевству в 1797 году.